# 萨尔瓦托雷·罗西尼
萨尔瓦托雷·罗西尼（義大利語：Salvatore Rossini，1986年7月13日—），意大利男子排球运动员。他曾代表意大利国家队参加2016年夏季奥林匹克运动会排球比赛，结果获得一枚银牌。